# Высшие учебные заведения в Польше
Высшие учебные заведения в Польше — учебные заведения, реализующие программы высшего образования (лицензиата, магистратуры) и (необязательно) присваивающие степени доктора философии (PhD, аналог российской степени «кандидат наук») и Doctor Habilitat (аналог российской степени «доктор наук»).

## Типы вузов
В соответствии с «Законом о высшем образовании» (Prawo o szkolnictwie wyższym) от 18 марта 2011 года, высшие учебные заведения подразделяются на следующие категории:
- Классический университет — заведение, имеющее право присваивать степень доктора наук как минимум по 10 дисциплинам, в том числе как минимум по две дисциплины в каждой из следующих групп предметов:
  - гуманистические, юридические, экономические или теологические;
  - математические, физические, науки о Земле или технические;
  - биологические, медицинские, химические, фармацевтические, сельскохозяйственные или ветеринарные.
- Технический университет — заведение, имеющее право присваивать степень доктора наук как минимум по 10 дисциплинам, в том числе как минимум по 6 техническим дисциплинам.
- Профильный университет — заведение, имеющее право присваивать степень доктора наук как минимум по 6 дисциплинам, в том числе как минимум по 4 дисциплинам, соответствующим профилю вуза.
- Политехника — заведение, имеющее право присваивать степень доктора наук как минимум по 6 дисциплинам, в том числе как минимум по 4 техническим дисциплинам.
- Академия — заведение, имеющее право присваивать степень доктора наук как минимум по 2 дисциплинам.
- Коллегия — заведение, имеющее право выдачи дипломов о высшем прикладном образовании, в том числе дипломов лиценциата.

## Количество вузов и их распределение
В Польше существуют 457 учебных заведений, дающих высшее образование. В их числе 131 государственный вуз и 326 негосударственных. Всего в вузах Польши обучаются примерно 2 миллиона студентов.
В Польше имеется (по состоянию на октябрь 2011) 43 вуза в статусе университетов.
Из них 41 государственных (18 классических и 23 технических и профильных), 1 негосударственный и 2 университета Католической церкви.
Университеты расположены в 18 городах Польши:
- по 5 университетов: Варшава, Краков, Познань
- 4 университета: Люблин
- по 3 университета: Вроцлав, Катовице, Щецин
- по 2 университета: Белосток, Быдгощ, Гданьск, Лодзь
- по 1 университету: Зелёна-Гура, Жешув, Кельце, Ольштын, Ополе, Седльце, Торунь.

## Университеты

### Классические университеты
| Университет | Город       | Год основания  | Адрес сайта                                                | Здание университета | Число студентов (на 30 XI 2008) |
| --- | ----------- | -------------- | ---------------------------------------------------------- | ------------------- | ------------------------------- |
| Ягеллонский университет польск. Uniwersytet Jagielloński лат. Universitas Iagellonica Cracoviensis англ. Jagiellonian University in Krakow                                                                               | Краков      | 1364/1400      | UJ Архивная копия от 9 февраля 2021 на Wayback Machine     |                     | 47,5 тыс.                       |
| Вроцлавский университет польск. Uniwersytet Wrocławski лат. Universitas Wratislaviensis англ. University of Wrocław | Вроцлав     | 1505/1702/1811 | UWr Архивная копия от 2 февраля 2006 на Wayback Machine    |                     | 36,9 тыс.                       |
| Университет имени Адама Мицкевича польск. Uniwersytet im. Adama Mickiewicza лат. Universitas Studiorum Mickiewicziana Posnaniensis лат. традиционное: Alma Mater Posnaniensis англ. Adam Mickiewicz University in Poznań | Познань     | 1611/1919      | UAM                                                        |                     | 46,8 тыс.                       |
| Варшавский университет польск. Uniwersytet Warszawski лат. Universitas Varsoviensis англ. University of Warsaw | Варшава     | 1816/1915      | UW Архивная копия от 16 мая 2008 на Wayback Machine        |                     | 55,9 тыс.                       |
| Университет Марии Кюри-Склодовской польск. Uniwersytet Marii Curie-Skłodowskiej лат. Universitas Maria Curie-Skłodowska англ. Maria Curie-Skłodowska University                                                          | Люблин      | 1944           | UMCS Архивная копия от 21 февраля 2011 на Wayback Machine  |                     | 39,5 тыс.                       |
| Лодзинский университет польск. Uniwersytet Łódzki лат. Universitas Lodziensis англ. University of Łódź | Лодзь       | 1945           | UŁ Архивная копия от 16 декабря 2008 на Wayback Machine    |                     | 39,2 тыс.                       |
| Университет Николая Коперника польск. Uniwersytet Mikołaja Kopernika лат. Universitas Nicolai Copernici англ. Nicolaus Copernicus University in Toruń                                                                    | Торунь      | 1945           | UMK Архивная копия от 24 февраля 2018 на Wayback Machine   |                     | 31,2 тыс.                       |
| Силезский университет польск. Uniwersytet Śląski лат. Universitas Silesia англ. University of Silesia | Катовице    | 1968           | UŚ Архивная копия от 26 марта 2022 на Wayback Machine      |                     | 33,1 тыс.                       |
| Гданьский университет польск. Uniwersytet Gdański лат. Universitas Gedanensis англ. Gdańsk University | Гданьск     | 1970           | UG Архивная копия от 25 марта 2022 на Wayback Machine      |                     | 28,6 тыс.                       |
| Щецинский университет польск. Uniwersytet Szczeciński лат. Universitas Stetiniensis англ. University of Szczecin | Щецин       | 1984           | US Архивная копия от 7 января 2014 на Wayback Machine      |                     | 30,1 тыс.                       |
| Опольский университет польск. Uniwersytet Opolski лат. Universitas Opoliensis англ. University of Opole | Ополе       | 1994           | UO Архивная копия от 12 ноября 2015 на Wayback Machine     |                     | 15,0 тыс.                       |
| Белостокский университет польск. Uniwersytet w Białymstoku лат. Universitas Bialostocensis англ. University of Bialystok                                                                                                 | Белосток    | 1997           | UwB Архивная копия от 25 марта 2022 на Wayback Machine     |                     | 14,3 тыс.                       |
| Варминско-Мазурский университет польск. Uniwersytet Warmińsko-Mazurski лат. Universitas Warmiensis-Masuriensis in Olsztyn англ. University of Warmia and Mazury in Olsztyn                                               | Ольштын     | 1999           | UWM Архивная копия от 30 апреля 2007 на Wayback Machine    |                     | 33,005 тыс.                     |
| Университет кардинала Стефана Вышинского польск. Uniwersytet Kardynała Stefana Wyszyńskiego лат. Universitas Cardinalis Stephani Wyszyński англ. Cardinal Stefan Wyszyński University                                    | Варшава     | 1999           | UKSW Архивная копия от 27 сентября 2011 на Wayback Machine |                     | 20,1 тыс.                       |
| Жешувский университет польск. Uniwersytet Rzeszowski лат. Universitas Ressoviensis англ. Rzeszów University | Жешув       | 2001           | URz Архивная копия от 23 февраля 2015 на Wayback Machine   |                     | 21,7 тыс.                       |
| Зеленогурский университет польск. Uniwersytet Zielonogórski лат. Universitas Viridimontanae англ. University of Zielona Góra                                                                                             | Зелёна-Гура | 2001           | UZ Архивная копия от 24 ноября 2013 на Wayback Machine     |                     | 16,8 тыс.                       |
| Университет Казимира Великого польск. Uniwersytet Kazimierza Wielkiego лат. Universitas Casimir Magni англ. Kazimierz Wielki University                                                                                  | Быдгощ      | 2005           | UKW Архивная копия от 7 апреля 2021 на Wayback Machine     |                     | 16,1 тыс.                       |
| Университет Яна Кохановского польск. Uniwersytet Jana Kochanowskiego w Kielcach англ. Jan Kochanowski University in Kielce                                                                                               | Кельце      | 2011           | UJK Архивная копия от 25 марта 2022 на Wayback Machine     |                     | 21,5 тыс.                       |

### Технические и профильные университеты
| Университет | Город    | Год основания1 | Адрес интернет сайта                                      | Здание Университета | Число студентов (на 30 XI 2008) |
| --- | -------- | -------------- | --------------------------------------------------------- | ------------------- | ------------------------------- |
| Музыкальный университет имени Фридерика Шопена польск. Uniwersytet Muzyczny Fryderyka Chopina w Warszawie англ. Fryderyk Chopin Music University                                                                                       | Варшава  | 1810/2008      | UMFC Архивная копия от 19 августа 2009 на Wayback Machine |                     | 0,8 тыс.                        |
| Познанский медицинский университет им. Кароля Марцинковского польск. Uniwersytet Medyczny im. Karola Marcinkowskiego w Poznaniu англ. Poznan University of Medical Sciences                                                            | Познань  | 1919/2007      | UMP Архивная копия от 19 июля 2012 на Wayback Machine     |                     | 8,3 тыс.                        |
| Познанский Университет искусств польск. Uniwersytet Artystyczny w Poznaniu англ. University of Fine Arts in Poznań | Познань  | 1919/2010      | UAP                                                       |                     | 4,9 тыс.                        |
| Краковский университет экономики польск. Uniwersytet Ekonomiczny w Krakowie лат. Universitas Oeconomicae Cracoviensia англ. Cracow University of Economics                                                                             | Краков   | 1925/2007      | UEK Архивная копия от 17 июля 2012 на Wayback Machine     |                     | 20,8 тыс.                       |
| Познанский экономический университет польск. Uniwersytet Ekonomiczny w Poznaniu англ. Poznań University of Economics | Познань  | 1926/2008      | UEP                                                       |                     | 12,1 тыс.                       |
| Катовицкий экономический университет польск. Uniwersytet Ekonomiczny w Katowicach англ. University of Economics in Katowice | Катовице | 1937/2010      | UEK Архивная копия от 22 апреля 2018 на Wayback Machine   | Rektorat            | 15,3 тыс.                       |
| Гданьский медицинский университет польск. Gdański Uniwersytet Medyczny лат. Universitas Medica Gedanensis англ. Medical University of Gdańsk                                                                                           | Гданьск  | 1945/2009      | GUMed Архивная копия от 22 июля 2012 на Wayback Machine   |                     | 4,9 тыс.                        |
| Краковский педагогический университет им. Комиссии Народного Образования польск. Uniwersytet Pedagogiczny im. Komisji Edukacji Narodowej w Krakowie англ. Pedagogical University of Cracow                                             | Краков   | 1946/2008      | UPKENK                                                    |                     | 16,5 тыс.                       |
| Вроцлавский экономический университет польск. Uniwersytet Ekonomiczny we Wrocławiu лат. Universitas Oeconomicae Wratislaviensis англ. Wroclaw University of Economics                                                                  | Вроцлав  | 1947/2008      | UEWr Архивная копия от 5 августа 2012 на Wayback Machine  |                     | 18,1 тыс.                       |
| Силезский медицинский университет польск. Śląski Uniwersytet Medyczny w Katowicach англ. Medical University of Silesia | Катовице | 1948/2007      | ŚUM Архивная копия от 27 марта 2014 на Wayback Machine    |                     | 7,6 тыс.                        |
| Померанский медицинский университет польск. Pomorski Uniwersytet Medyczny w Szczecinie лат. Universitas Medica Pomeraniensis англ. Pomeranian Medical University in Szczecin                                                           | Щецин    | 1948/2010      | PUM Архивная копия от 8 января 2014 на Wayback Machine    |                     | 4,3 тыс. (2011 год)             |
| Технолого-гуманистический университет им. Казимира Пулавского в Радоме | Радом    | 1950/1996      | PR Архивная копия от 16 июня 2012 на Wayback Machine      |                     | 8,4                             |
| Белостокский медицинский университет польск. Uniwersytet Medyczny w Białymstoku лат. Universitas Medica Bialostocensis англ. Medical University of Bialystok                                                                           | Белосток | 1950/2008      | UMB Архивная копия от 14 марта 2012 на Wayback Machine    |                     | 4,0 тыс.                        |
| Варшавский медицинский университет польск. Warszawski Uniwersytet Medyczny лат. Universitas Medica Varsoviensis англ. Medical University of Warsaw                                                                                     | Варшава  | 1950/2008      | WUM Архивная копия от 11 апреля 2021 на Wayback Machine   |                     | 10,2 тыс.                       |
| Люблинский медицинский университет польск. Uniwersytet Medyczny w Lublinie лат. Universitas Medica Lublinensis англ. Medical University of Lublin                                                                                      | Люблин   | 1950/2008      | UML                                                       |                     | 6,2 тыс.                        |
| Вроцлавский природоведческий университет польск. Uniwersytet Przyrodniczy we Wrocławiu англ. Wrocław University of Environmental and Life Sciences                                                                                     | Вроцлав  | 1951/2006      | UPWr Архивная копия от 13 июня 2011 на Wayback Machine    |                     | 9,9 тыс.                        |
| Технолого-природоведческий университет им. Яна и Янджея Снядецких в Быдгоще польск. Uniwersytet Technologiczno-Przyrodniczy im. Jana i Jędrzeja Śniadeckich w Bydgoszczy англ. University of Technology and Life Sciences in Bydgoszcz | Быдгощ   | 1951/2006      | UTP Архивная копия от 12 июля 2012 на Wayback Machine     |                     | 9,0 тыс.                        |
| Познанский природоведческий университет польск. Uniwersytet Przyrodniczy w Poznaniu англ. Poznan University of Life Sciences | Познань  | 1951/2008      | UPP Архивная копия от 16 марта 2009 на Wayback Machine    |                     | 11,8 тыс.                       |
| Краковский сельскохозяйственный университет им. Гуго Коллантая польск. Uniwersytet Rolniczy im. Hugona Kołłątaja w Krakowie лат. Rerum Rusticarum Academia Cracoviensis англ. Agricultural University of Cracow                        | Краков   | 1953/2008      | URK                                                       |                     | 12,5 тыс.                       |
| Люблинский природоведческий университет польск. Uniwersytet Przyrodniczy w Lublinie англ. University of Life Sciences in Lublin | Люблин   | 1955/2008      | UPL Архивная копия от 30 апреля 2017 на Wayback Machine   |                     | 12,3 тыс.                       |
| Седлецкий природоведческо-гуманистический университет польск. Uniwersytet Przyrodniczo-Humanistyczny w Siedlcach англ. University of Humanities and Sciences in Siedlce                                                                | Седльце  | 1969/2010      | UPH Архивная копия от 16 марта 2022 на Wayback Machine    |                     | 14 тыс.                         |
| Университет социальной психологии и гуманитарных наук польск. SWPS Uniwersytet Humanistycznospołeczny англ. SWPS University of Social Sciences and Humanities                                                                          | Варшава  | 1996/2015      | SWPS Архивная копия от 11 мая 2008 на Wayback Machine     |                     | 15 тыс.                         |
| Лодзинский медицинский университет польск. Uniwersytet Medyczny w Łodzi лат. Universitas Medicus Lodziensis англ. Medical University of Łódź                                                                                           | Лодзь    | 2002           | UMŁ Архивная копия от 3 марта 2022 на Wayback Machine     |                     | 8,4 тыс.                        |
| Западнопомеранский технологический университет польск. Zachodniopomorski Uniwersytet Technologiczny w Szczecinie англ. West Pomeranian University of Technology                                                                        | Щецин    | 2009           | ZUT Архивная копия от 23 января 2009 на Wayback Machine   |                     | 15,4 тыс.                       |

### Университеты Католической церкви
| Университет | Город  | Год основания1 | Адрес интернет-сайта                                     | Здание университета | Число студентов |
| --- | ------ | -------------- | -------------------------------------------------------- | ------------------- | --------------- |
| Католический университет Люблина имени Иоанна Павла II польск. Katolicki Uniwersytet Lubelski Jana Pawła II лат. Universitas Catholica Lublinensis Ioannis Pauli II англ. John Paul II Catholic University of Lublin | Люблин | 1918           | KUL Архивная копия от 27 февраля 2009 на Wayback Machine |                     | 18,6 тыс.       |
| Краковский папский Университет им. Иоанна Павла II польск. Uniwersytet Papieski Jana Pawła II w Krakowie лат. Pontificia Universitas Studiorum Ioannis Pauli PP II англ. Pontifical University of John Paul II       | Краков | 1981/2009      | UPJPII                                                   |                     | 3,2 тыс.        |

## Политехники
| Название вуза                                                                                                | Город        | Год основания вуза | Адрес интернет-сайта                                      | Здание вуза | Численность студентов (2010/2011) тыс. |
| --- | ------------ | ------------------ | --------------------------------------------------------- | ----------- | -------------------------------------- |
| Гданьская Политехника                                                                                        | Гданьск      | 1904/1945          | PG Архивная копия от 10 декабря 2013 на Wayback Machine   |             | 25,0                                   |
| Вроцлавская Политехника                                                                                      | Вроцлав      | 1910/1945          | PWr Архивная копия от 11 октября 2010 на Wayback Machine  |             | 32,0                                   |
| Варшавский политехнический университет польск. Politechnika Warszawska англ. Warsaw University of Technology | Варшава      | 1915               | PW Архивная копия от 19 августа 2006 на Wayback Machine   |             | 32,6 тыс.                              |
| Горно-металлургическая академия им. Станислава Сташица                                                       | Краков       | 1919               | AGH Архивная копия от 7 февраля 2010 на Wayback Machine   |             | 38,0                                   |
| Познанская Политехника                                                                                       | Познань      | 1919/1955          | PP Архивная копия от 16 мая 2019 на Wayback Machine       |             | 19,0                                   |
| Лодзинская Политехника                                                                                       | Лодзь        | 1945               | PŁ Архивная копия от 20 июля 2008 на Wayback Machine      |             | 21,0                                   |
| Силезская Политехника                                                                                        | Гливице      | 1945               | PŚl Архивная копия от 23 декабря 2008 на Wayback Machine  |             | 33,0                                   |
| Краковская Политехника им. Тадеуша Костюшки                                                                  | Краков       | 1946/1954          | PK Архивная копия от 6 февраля 2012 на Wayback Machine    |             | 15,7                                   |
| Белостокская Политехника                                                                                     | Белосток     | 1949/1974          | PB Архивная копия от 11 ноября 2018 на Wayback Machine    |             | 13,5                                   |
| Ченстоховская Политехника                                                                                    | Ченстохова   | 1949/1955          | PCz Архивная копия от 3 июля 2012 на Wayback Machine      |             | 13,0                                   |
| Военно-техническая академия им. Ярослава Дамбровского                                                        | Варшава      | 1951               | WAT Архивная копия от 18 июля 2012 на Wayback Machine     |             | 8,0                                    |
| Жешувская Политехника им. Игнация Лукасевича                                                                 | Жешув        | 1951/1974          | PRz Архивная копия от 13 сентября 2008 на Wayback Machine |             | 14,8                                   |
| Люблинская Политехника                                                                                       | Люблин       | 1953/1977          | PL Архивная копия от 5 января 2012 на Wayback Machine     |             | 10                                     |
| Свентокжыская Политехника                                                                                    | Кельце       | 1965/1974          | PŚk Архивная копия от 5 августа 2012 на Wayback Machine   |             | 10                                     |
| Опольская Политехника                                                                                        | Ополе        | 1966/1996          | PO Архивная копия от 21 июля 2012 на Wayback Machine      |             | 11,1                                   |
| Кошалинская Политехника                                                                                      | Кошалин      | 1968/1996          | PK Архивная копия от 26 июля 2012 на Wayback Machine      |             | 11,0                                   |
| Бельско-Бяльская техническо-гуманистическая академия                                                         | Бельско-Бяла | 1969/2001          | ATH Архивная копия от 17 декабря 2008 на Wayback Machine  |             | 7,4                                    |
| Главная школа Пожарной службы                                                                                | Варшава      | 1971               | SGSP Архивная копия от 16 мая 2008 на Wayback Machine     |             |                                        |

## Вузы уровня Университета или Политехники, ныне не существующие
| Название вуза                            | Город   | Год основания вуза | Год закрытия вуза      | Здание вуза |
| ---------------------------------------- | ------- | ------------------ | ---------------------- | ----------- |
| Университет Стефана Батория              | Вильно  | 1579/1919          | 1944 (официально 1939) |             |
| Замойская академия                       | Замосць | 1594               | 1784                   |             |
| Университет Яна Казимира                 | Львов   | 1661               | 1941                   |             |
| Collegium Nobilium                       | Варшава | 1740               | 1832                   |             |
| Шляхетский академический корпус          | Варшава | 1765               | 1794                   |             |
| Львовская политехника                    | Львов   | 1844               | 1939                   |             |
| Сельскохозяйственная академия в Дублянах | Дубляны | 1856               | 1939                   |             |